# Alfonso Quiñónez Molina

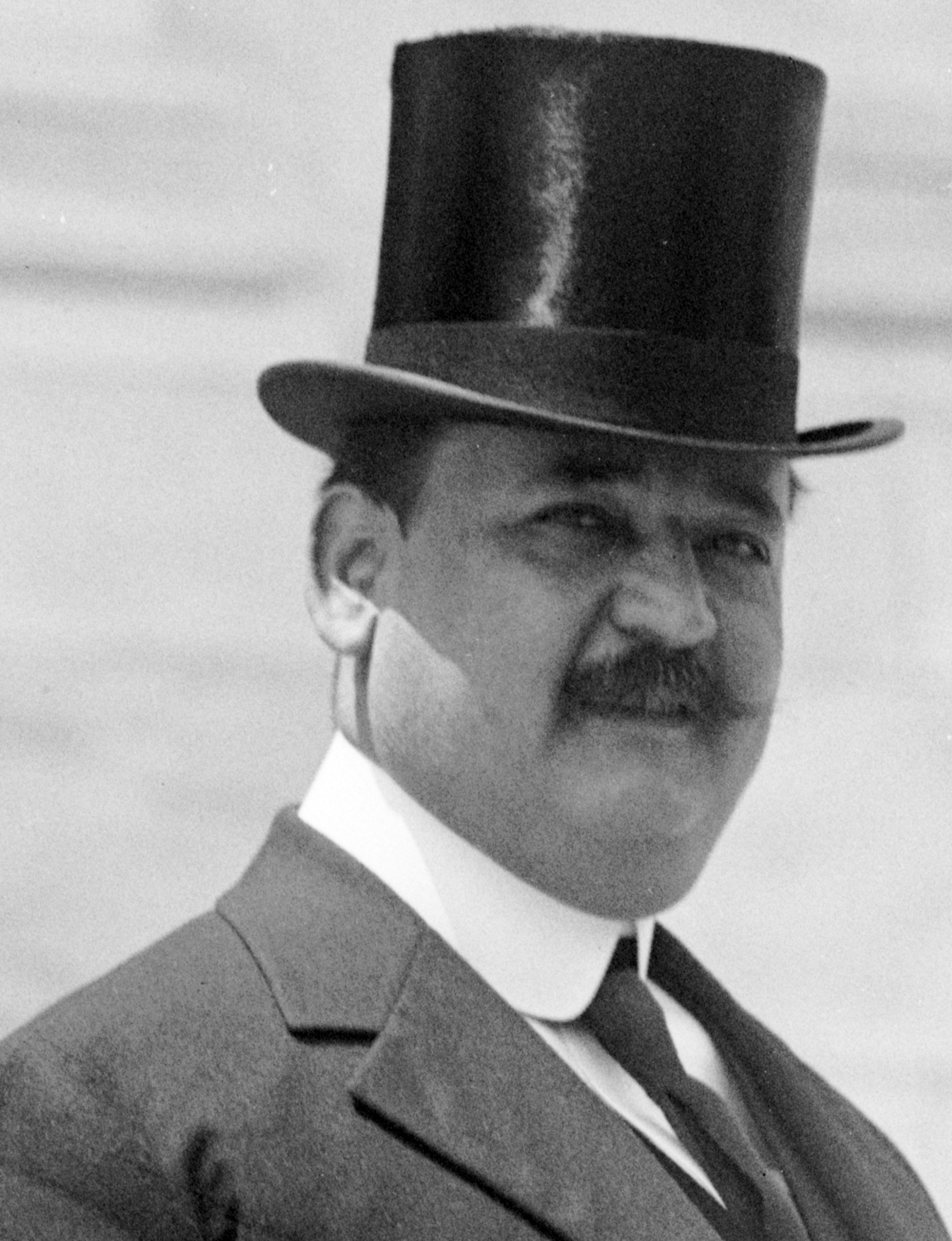
Alfonso Quiñónez Molina, 1915.

Alfonso Quiñónez Molina, född 11 januari 1874 i Suchitoto, El Salvador, död 22 maj 1950, var president tre gånger i El Salvador från 29 augusti 1914 till 1 mars 1915, 21 december 1918 till 1 mars 1919 samt 1 mars 1923 till 1 mars 1927. 